# Saprolegniales
Saprolegniales es un orden de oomicetos acuáticos, generalmente saprofitos, que viven sobre la materia orgánica sumergida en el agua.

## Taxonomía
Contiene las siguientes familias:
- Ectrogellaceae
- Haliphthoraceae
- Leptolegniaceae
- Saprolegniaceae

## Características
Su micelio es blanco y ramificado, cenocítico, cerca de cuyos ápices se forman septos que delimitan esporangios, de citoplasma denso, que tiempo después dejan escapar a través de una perforación apical, un gran número de zoosporas que nadan activamente con los sus flagelos apicales.
La mayoría de las especies de Saprolegniales viven como saprofitos de agua dulce, pero son más conocidas Salegnia parasitica y Saprolegnia ferax, que infectan a los peces dulciacuícolas, a los cuales producen ulceraciones y muerte. Pueden ser los causantes de serios problemas en piscifactorías y acuarios. Achlya ambisexualis es un organismo fácil de cultivar, por esa razón se emplea en experimentos de laboratorio.
La reproducción es sexual y se produce por oogamia, controlada a menudo por la emisión de una secuencia hormonal. El modelo de este grupo en este ámbito es Achlya. Este oomiceto tiene micelios masculinos y femeninos separados, se ha demostrado que las hifas femeninas estimulan hormonalmente (hormonas A) a las masculinas para que crezcan hacia ellas (quimiotactismo). Las masculinas (hormonas B) a las femeninas para que produzcan primordios de oogonio. Estos a su tiempo, estimulan (hormonas C) la delimitación de los anteridios, que crecen adheridos a los oogonis, al tiempo que producen la hormona D, que desencadena la delimitación del oogoni y la diferenciación de los óvulos. Este diálogo hormonal permite que sólo se inicie una etapa cuando se haya completado la anterior previa a la meiosis. Los núcleos anteridiales se dirigen hacia los oogoniales a través de tubos copuladores. Después de la cariogamia maduran las oósporas (de pared gruesa y a menudo ornamentada), que no son nada menos que cigotos enquistados, convertidos en células de resistencia que, cuando las condicionales ambientales son las adecuadas, germinarán dando lugar a un micelio y nuevos esporangios. La disposición de los anteridios y de los oogonios, la ornamentación de las oosporas, etc. son caracteres importantes para separar los taxones, con rango de género y especie.
Las primeras esporas formadas se llaman zoosporas primarias, las cuales después de nadar un corto período se fijan y se enquistan, originando por germinación zoosporas secundarias, con forma de frijol y flagelos en el lateral. Éstas se fijan definitivamente y originan un nuevo micelio. Este fenómeno, presente en Saprolegnia, se llama diplanetismo. Sin embargo, otros géneros tienen un comportamiento distinto. Así, Pythiopsis sólo produce zoosporas primarias, mientras que las esporas primarias de Achlya se enquistan en el mismo orificio de descarga del esporangio, por eso no llegan a nadar libremente; en Dictyuchus, las zoósporas primarias se enquistan dentro del esporangio y originan directamente zoosporas secundarias a través de un poro. Cuando un esporangio de Saprolegnia ha liberado las zoosporas, puede originar uno nuevo en su interior ( esporangio prolífero ). También se conocen formas de multiplicación vegetativa , como las gemas, que se forman en el ápice de una corta rama hifal. Las gemas se dispersan, y germinan directamente, produciendo nuevas hifas.